# Radwanice (gromada w powiecie głogowskim)
Radwanice – dawna gromada, czyli najmniejsza jednostka podziału terytorialnego Polskiej Rzeczypospolitej Ludowej w latach 1954–1972.
Gromady, z gromadzkimi radami narodowymi (GRN) jako organami władzy najniższego stopnia na wsi, funkcjonowały od reformy reorganizującej administrację wiejską przeprowadzonej jesienią 1954 do momentu ich zniesienia z dniem 1 stycznia 1973, tym samym wypierając organizację gminną w latach 1954–1972.
Gromadę Radwanice z siedzibą GRN w Radwanicach utworzono – jako jedną z 8759 gromad na obszarze Polski – w powiecie głogowskim w woj. zielonogórskim na mocy uchwały nr V/14/54 WRN w Zielonej Górze z dnia 5 października 1954. W skład jednostki weszły obszary dotychczasowych gromad Radwanice, Łaguszów Wielki, Przesieczna, Jakubów, Drożyna i Lipin ze zniesionej gminy Radwanice (Jakubów) w tymże powiecie. Dla gromady ustalono 20 członków gromadzkiej rady narodowej.
1 stycznia 1959 do gromady Radwanice włączono obszar zniesionej gromady Buczyna oraz wieś Droże ze zniesionej gromady Kłobuczyn w tymże powiecie.
Gromada przetrwała do końca 1972 roku, czyli do kolejnej reformy gminnej.  1 stycznia 1973 w powiecie głogowskim reaktywowano gminę Radwanice (obecnie gmina Radwanice w powiecie polkowickim znajduje się w woj. dolnośląskim).